# Rhode Island
För andra betydelser, se Rhode Island (olika betydelser).
Rhode Island, officiellt The State of Rhode Island, är en delstat i östra USA med huvudstaden Providence. Rhode Island tillhör New England och som kolonin Rhode Island och Providenceplantagen var den en av de 13 kolonier som gjorde uppror mot britterna under amerikanska revolutionen. Det är geografiskt sett den minsta delstaten i USA.
Delstaten bestod från början av Providence Plantations, som ingick i staden Providence, och Rhode Island (även kallad Aquidneck Island), där städerna Newport, Middletown och Portsmouth ligger. Större delen av delstaten ligger på fastlandet. Namnet Rhode Island (island är engelska för ö) leder ibland till det felaktiga antagandet att hela staten ligger på en ö.
Rhode Island är känt som "havsstaten" (engelska: The Ocean State) med tanke på dess sjöhistoria samt att havet inte är längre bort än 50 km var man än befinner sig i delstaten.

## Namnet
1524 landsteg den italienska navigatören Giovanni da Verrazzano på vad som i dag är Rhode Island. Det var den första gången som en europé landsteg på platsen. Han kom fram till platsen som i dag heter Block Island och gav den namnet Luisa efter Louise av Savojen, Frankrikes drottningmor. Verrazzano skrev att Luisa var lika stor som den grekiska ön Rhodos (Rhodes på engelska). När grundarna av Kolonin Rhode Island och Providenceplantagen kartlade landet trodde de att Aquidneck Island var platsen. Ett misstag begicks 1614 när Luisa beviljades till den nederländska upptäcktsresanden Adriaen Block, och Luisa döptes om av det Nederländska Västindiska Kompaniet. Alternativt ska Adriaen Block gett ön namnet Roodt Eylandt, holländska för "röda ön", vilket senare anglifierats.
Enligt en mer folketymologisk förklaring ska namnet utvecklats ur Rogue's Island därför att den har splittrats från kolonin Massachusetts av religiösa skäl (rogue syftar på någon som vägrar samarbeta med någon annan).

## Geografi
Rhode Island utgörs främst av ett platt eller lite kuperat landskap. Den högsta punkten är Jerimoth Hill (247 m ö.h.) som ligger på nordvästra delen av ön. Vid den södra kusten finns det laguner och marskland, medan den östra kusten är flikig med många öar.

### Städer

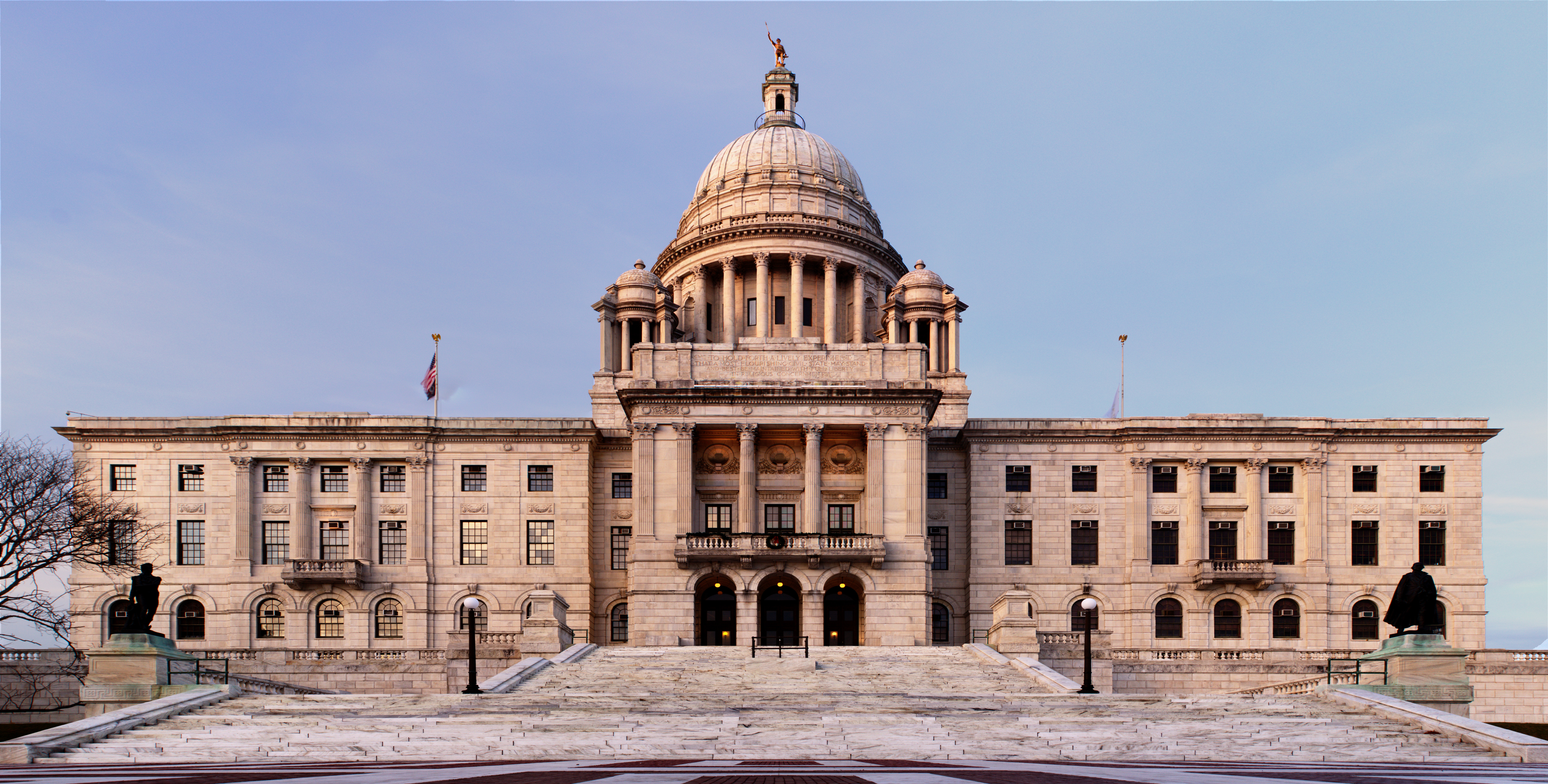
Rhode Island State House i Providence är säte för Rhode Islands generalförsamling.

De 39 städerna (city och town) i Rhode Island.

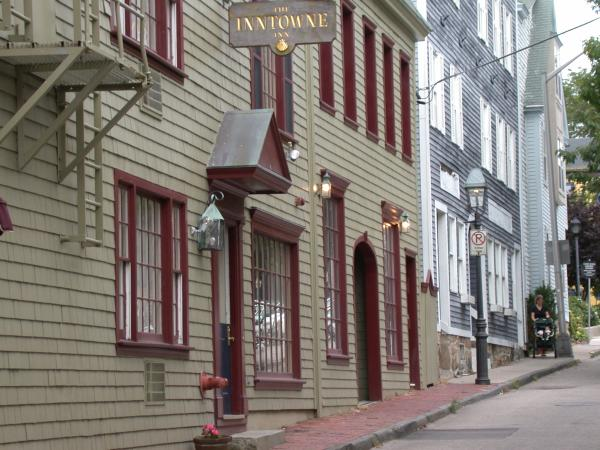
Tvärgata i Newport

- Providence – cirka 178 000 invånare (2003)
- Warwick – 87 000
- Cranston – 82 000
- Pawtucket – 74 000
- Barrington
- Bristol
- Burrillville
- Central Falls
- Charlestown
- Coventry
- Cumberland
- East Greenwich
- East Providence
- Exeter
- Foster
- Glocester
- Hopkinton
- Jamestown
- Johnston
- Lincoln
- Little Compton
- Middletown
- Narragansett
- New Shoreham
- Newport
- North Kingstown
- North Providence
- North Smithfield
- Portsmouth
- Richmond

- Scituate
- Smithfield
- South Kingstown
- Tiverton
- Warren
- West Greenwich
- West Warwick
- Westerly
- Woonsocket

## Kända personer födda i Rhode Island
- Lincoln Chafee, politiker, senator och senare guvernör (republikan, senare oberoende och demokrat), presidentkandidat 2016
- Nelson Eddy, sångare, skådespelare
- Van Johnson, skådespelare
- H. P. Lovecraft, författare
- Mena Suvari, skådespelerska

## Rhode Island i kulturen
Filmen Den store Gatsby med Robert Redford i huvudrollen är delvis inspelad i Newport.
Den animerade serien Family Guy utspelas i den fiktiva staden Quahog som ligger i Rhode Island. Även om staden inte är menad att ha en motsvarighet i verkligheten, refererar serien till verkliga Rhode Island-städer som Newport och Providence.
I komedifilmen Mina jag & Irene arbetar rollfiguren Charlie Baileygates (spelad av Jim Carrey) som polisman för Rhode Island State Police.
I action-komedifilmen Miss Secret Agent, vilken handlar om en skönhetstävling, är rollfiguren Cheryl Fraiser en av de tävlande. I filmen tävlar  hon för Rhode Island.